# Addi Qenafiz
Addi Qenafiz est un réservoir qui se trouve dans le woreda d’Hintalo-Wajirat au Tigré en Éthiopie. Le barrage a été construit en 1998 par SAERT. Ses eaux proviennent des flancs du Mont Imba Aradom.

## Caractéristiques du barrage
- Hauteur: 15,5 mètres
- Longueur de la crête: 514 mètres
- Largeur du déversoir: 10 mètres

## Capacité
- Capacité d’origine : 670 480 m3
- Tranche non-vidangeable : 60 953 m3
- Superficie : 12,86 ha

En 2002, l’espérance de vie du réservoir (la durée avant qu’il ne soit rempli de sédiments) était estimée à 31 années.

## Irrigation
- Périmètre irrigué planifié: 60 ha
- Aire irriguée réellement en 2002: 7 ha

## Environnement
Le bassin versant du réservoir a une superficie de 14,18 km2, et une longueur de 5 360 mètres. Le réservoir subit une sédimentation rapide. La lithologie du bassin est composé de Dolérite de Mekelle, Schistes d’Agula, et vers le haut du bassin du Grès d’Amba Aradam. Une partie des eaux du réservoir est perdue par percolation; un effet secondaire et positif est que ces eaux contribuent à la recharge des aquifères.